# Papier timbré
Pour les articles homonymes, voir Droit de timbre (homonymie).
Pour un article plus général, voir Timbre fiscal.

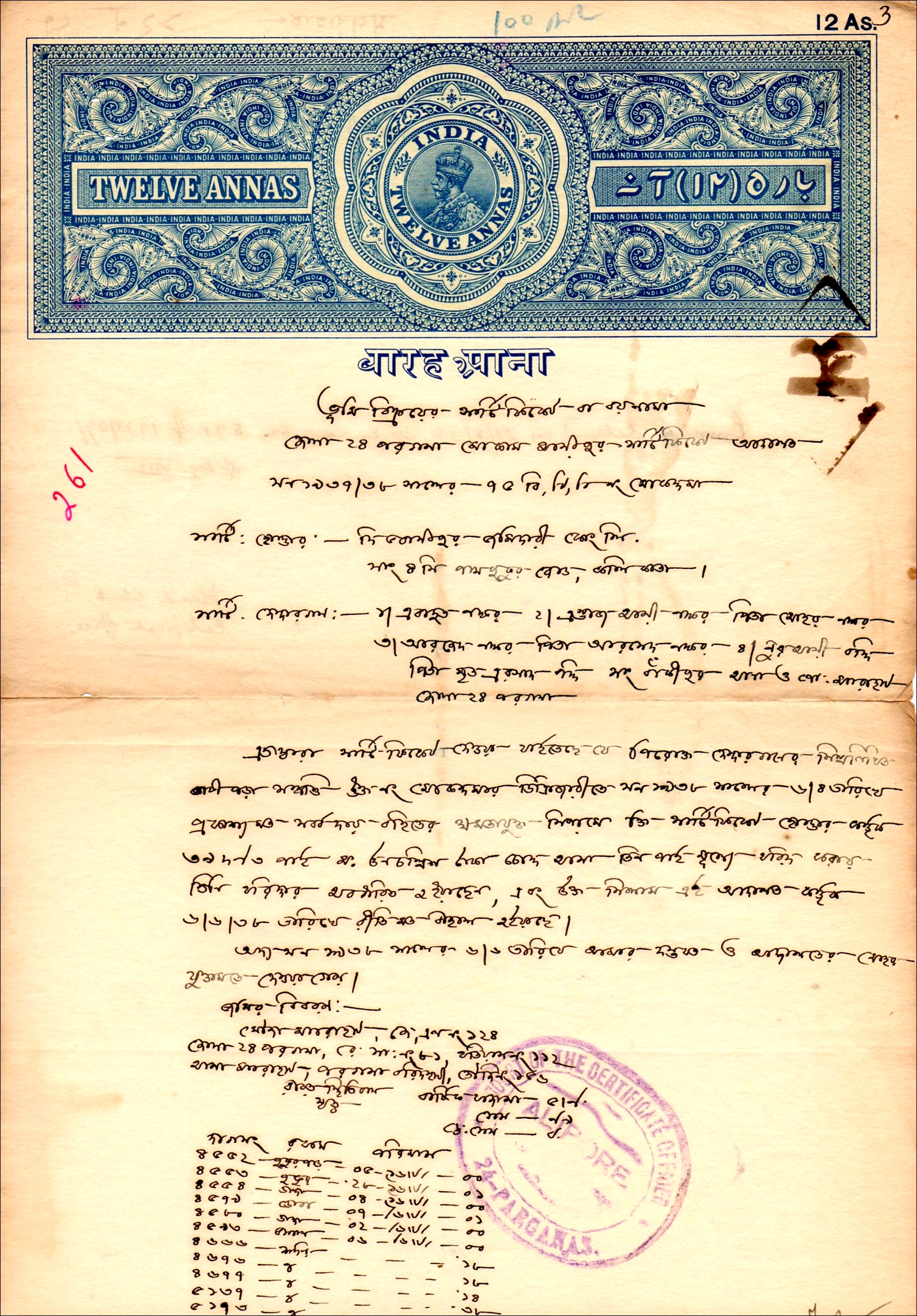
Papier timbré indien de 1938 marqué à la valeur de 12 annas (l'image ne montre que les 90 % du haut du document).

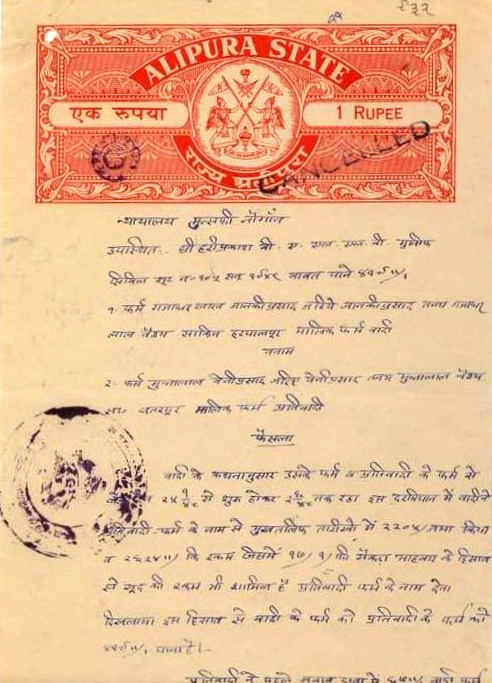
Papier timbré de l'Alipura (Inde).

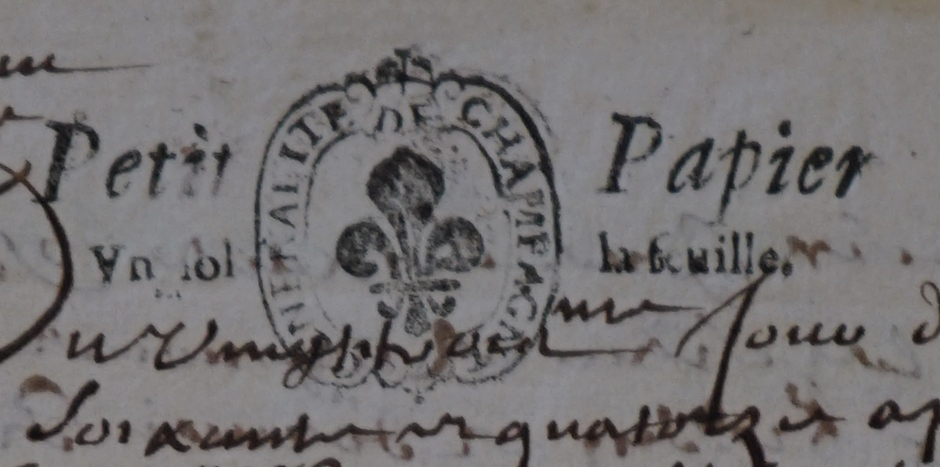
Papier timbré de la Généralité de Châlons (France) en 1674, au prix d'un sol la feuille.

Le papier timbré est un papier vendu par une autorité publique, portant une marque officielle symbolisant le paiement d'un droit de timbre, et dont l'utilisation est rendue obligatoire pour certains usages,. Le papier timbré porte aussi les noms de timbre fiscal fixe ou, surtout en France, d’entier fiscal.

## Utilisation
Le papier timbré a été utilisé dans de nombreux pays pour lever des taxes, en particulier sur la rédaction de contrats et d'actes notariés et plus généralement des actes juridiques. Le papier timbré est vendu avec la marque auprès des autorités ou des personnes habilités à le vendre (selon les territoires, administration fiscale, bureau de poste, officier public, tribunal). Les rédacteurs (professionnels du droit, administrateurs, ou les parties elles-mêmes pour un acte sous seing privé) portent le texte sur le papier timbré. Il s'agit d'une manière de percevoir des taxes qui ne suppose pas nécessairement d'instituer des bureaux spécifiques.

## Histoire
Le papier timbré semble être une invention espagnole[réf. à confirmer] avant d'être ré-inventé ou introduit aux Provinces-Unies dans les années 1620. Il est ensuite utilisé en France, en Angleterre, aux États-Unis, en Inde et ailleurs.
Son introduction en France est marquée par la Révolte du papier timbré. De même, en 1765, le Stamp Act oblige les Treize colonies d'Amérique à utiliser un papier timbré fabriqué en Grande-Bretagne, entraînant des protestations et des troubles qui préfigurent la Révolution américaine.

## Utilisation actuelle
Le papier timbré reste en usage dans plusieurs États : dans des pays en développement, où les autres formes d'imposition présentent des difficultés de collecte, le papier timbré constitue une source importante de revenu pour les finances publiques : c'est le cas du Bangladesh.
Toutefois, les formes électroniques sont davantage utilisées pour éviter les fraudes. C'est le cas en Inde où des fraudes à grande échelle ont été repérées[Quand ?].

## Philatélie
Les papiers timbrés sont collectionnés dans le cadre de la philatélie fiscale.